# بیوفارماسی

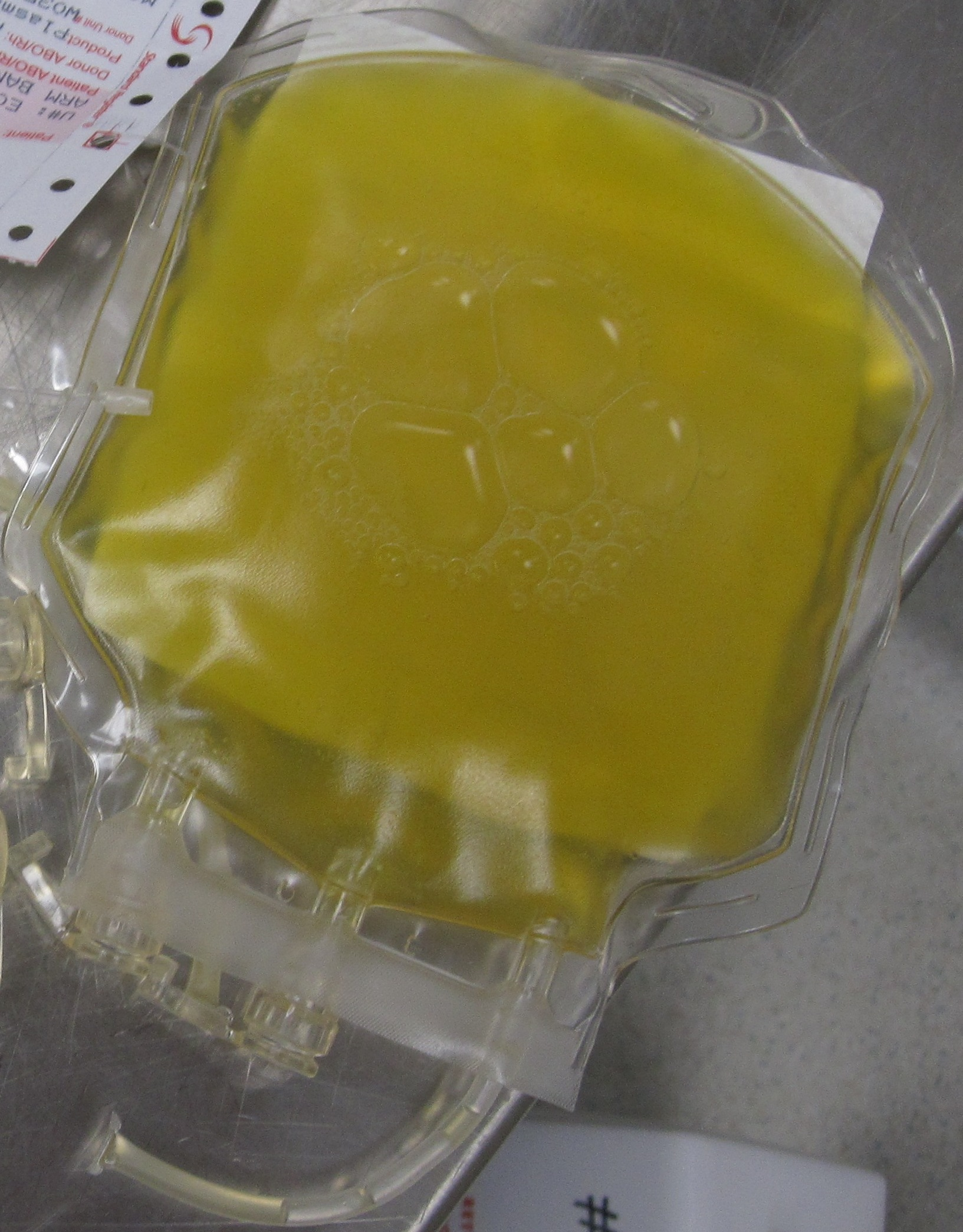
پلاسما خون

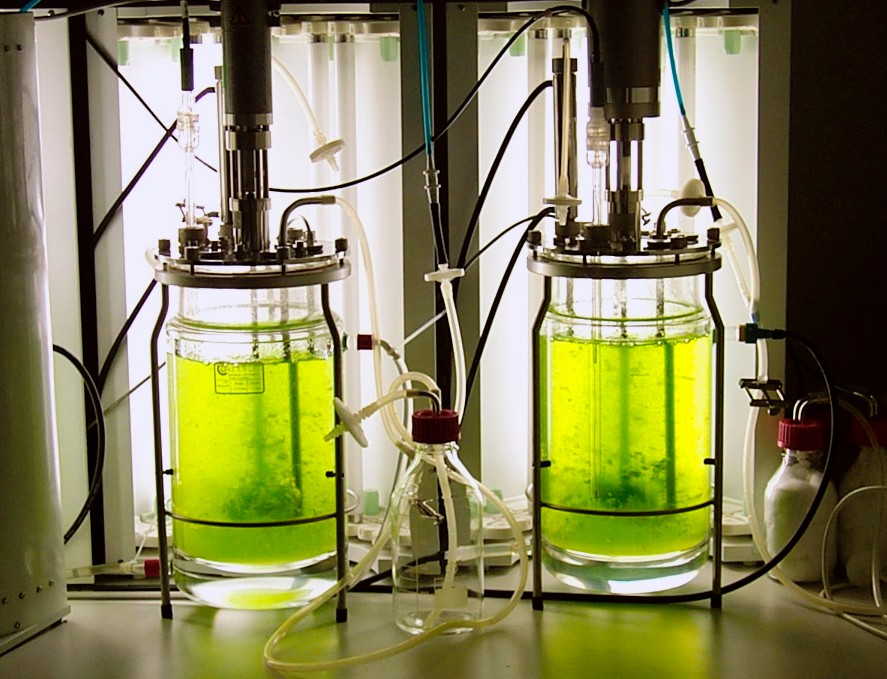
بیو ری اکتور

بیوفارماسی یا بیوفارمسی (انگلیسی: Biopharmaceutical)، یا به اسم دیگر به انگلیسی biologic(al) medical product جنبه‌ای از داروسازی است که غالباً به همراه فارماکوکینتیک بررسی می‌شود و به بررسی پارامترهایی چون فراهمی زیستی، کلیرانس، متابولیسم، نیمه عمر، حجم توزیع و اثر عبور اوّل داروها می‌پردازد.

## طبقات اصلی
بیولوژیک‌ها را در قدیم از بدن انسان و حیوان استخراج می‌کرده‌اند. بیولوژیک‌های مهم عبارت است از
- خون کامل
- انتقال عضو
- درمان سلول‌های بنیادی
- آنتی‌بادی
- لقاح انسان
- شیر مادر
- اف ام تی